# M.U.L.E.
《M.U.L.E.》是Ozark Softscape面向雅达利8位电脑开发的多人战略游戏。游戏由艺电于1983年发行，是该公司最早发行五款游戏之一。
《Computer Gaming World》称游戏非常吸引人，且四人游玩时体验最佳；瑕疵是电脑对手太弱且不支持存档功能。